# South Park (14.ª temporada)
A décima quarta temporada da série de desenho animado estadunidense South Park, começou a ser exibida nos Estados Unidos no canal Comedy Central entre 17 de março de 2010 e 17 de novembro de 2010. A temporada foi dirigido pelos criadores da série Trey Parker e Matt Stone, que atuou como produtores executivos, juntamente com Anne Garefino. A temporada conta as novas façanhas dos protagonistas Stan, Kyle, Cartman e Kenny na fictícia cidade de South Park, Colorado.

## Prêmios e nomeações
Os episódios "200" e "201", da décima quarta temporada foram nomeados para o Prémios Emmy do Primetime na categoria "Outstanding Animated Program" em 2010, mas perdeu para o especial de natal da ABC, Prep & Landing.